# Свети Йоан Предтеча (Дервент)
„Свети Йоан Предтеча“ (на гръцки: Ιερό Ησυχαστήριο Τιμίου Προδρόμου Ακριτοχωρίου) е православен женски манастир във валовищкото село Дервент (Акритохори), Егейска Македония, Гърция, част от Валовищката епархия.
Манастирът е на 59 km от Сяр (Серес) и на 24 km от Валовища (Сидирокастро), с красива гледка към Бутковското езеро (Керкини) и Беласица. Построен е в 1981 година и един от най-важните женски манастири в страната, под духовното ръководство на светогорския Ксенофонт. В манастира се пазят мощи на свети Йоан Предтеча, Яков - брат Христов, и света Анна. В 2012 година е осветен новият католикон от патриарх Вартоломей I Константинополски. Храмът има обща площ 500 m2 и е точно копие на стария католикон на Ксенофонт – светогорски кръстокуполен храм от X век. Построен е изцяло с традиционни материали – камък, мрамор и тухли. Сестринството се занимава с иконопис и миниатюра, както и със селскостопански дейности.
Западната фасада на църквата е построена да изглежда идентична с катедралата „Света София“ в Охрид.